# Teshio
Teshio (天塩町, Teshio-chō) est un bourg situé dans le district de Teshio (préfecture de Hokkaidō), au Japon.

## Toponymie
Le toponyme « Teshio » provient d'un mot aïnou désignant le fleuve Teshio qui s'écoule dans le nord du bourg et se jette dans la mer du Japon dans l'ouest du bourg, près du port.

## Géographie

### Situation
Le bourg de Teshio est situé dans la partie nord de la sous-préfecture de Rumoi sur l'île de Hokkaidō.

### Démographie
Au 1er mai 2015, la population de Teshio s'élevait à 1 621 habitants répartis sur une superficie de 353,31 km2.

## Histoire
Des fouilles archéologiques ont établi que des hommes habitaient à l'embouchure du fleuve Teshio à l'ère Jōmon, environ 1000 av. J.-C..
Au début de l'époque d'Edo (1603-1868), des membres du clan Matsumae représentant le gouvernement shogunal viennent s'installer à l'embouchure du fleuve Teshio.
En 1869, après l'échec de la rébellion de Shakushain menée contre la domination japonaise par le peuple aïnou, peuple autochtone de l'île d'Hokkaidō, le pouvoir économique et politique du clan est renforcé.
En 1700, le nom de Teshio apparaît pour la première fois sur une carte géographique.
Pendant la période Bakumatsu (1853-1868), l'explorateur Matsuura Takeshirō est chargé par l'administration shogunale d'aller étudier la géographie de la région d'Ezo. En juin 1857, il explore pendant près d'un mois le cours du fleuve Teshio.
Le 15 août 1869, le district de Teshio est créé après le découpage de l'ancienne province de Teshio en six districts.
En 1876, le village de Teshio est créé.
En 1910, une partie du village est détruite par un incendie.
En 1924, le village devient un bourg.

## Villes jumelées
- Homer (États-Unis) (depuis avril 1984[6]).

## Symboles municipaux
La fleur symbole du bourg de Teshio est le rosier du Japon et son arbre symbole est le cerisier des montagnes d'Ezo.